# Jon Almaas

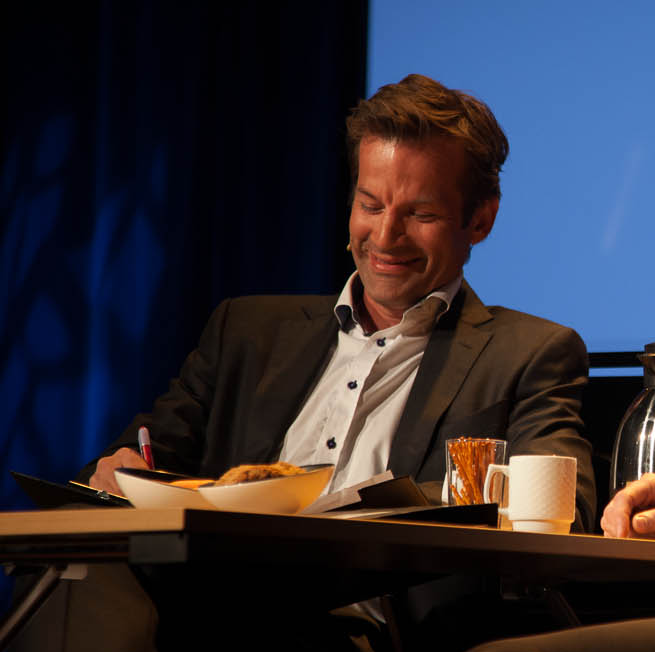
Jon Almaas, 2013

Jon Almaas (* 29. August 1967) ist ein norwegischer Moderator und Schauspieler. Bekanntheit erlangte er insbesondere durch die Comedyshow Nytt på nytt, die er von 1999 bis 2016 insgesamt 17 Jahre lang moderierte.

## Leben
Almaas wuchs in Bærum auf und besuchte später die Rudolf-Steiner-Schule in Oslo. Im Jahr 198 beendete er die weiterführende Schule. Almaas machte 1992 einen Bachelorabschluss in International Business in den Vereinigten Staaten. Ab 1994 war er bei der norwegischen Rundfunkanstalt Norsk rikskringkasting (NRK) angestellt. Dort arbeitete er zunächst als Redaktionsassistent und ab 1995 in Tromsø als TV-Produzent. Er begann zudem, in einigen Produktionen mitzuwirken. Im Jahr 1997 kehrte er nach Oslo zurück und arbeitete dort beim NRK in den Studios in Marienlyst. Er kam in dieser Zeit zu regelmäßigen Auftritten in der Show Direkte sexy.
Ab 1999 moderierte Almaas die Comedyshow Nytt på nytt, die sich zu einer der quotenstärksten Sendungen des Senders entwickelte. Für seine dortige Moderationstätigkeit erhielt er unter anderem 2002 und 2003 die Auszeichnung als bester männlicher Moderator beim Fernsehpreis Gullruten. Im Jahr 2002 erhielt er außerdem den Sprachpreis Lytterprisen. Almaas moderierte über die Zeit hinweg zudem einige Preisverleihungen, wie etwa den Musikpreis Spellemannprisen, den Comedy-Preis Komiprisen und den Filmpreis Amanda. Im Jahr 2011 wurde er beim Fernsehpreis Gullruten er erneut als bester männlicher Moderator ausgezeichnet.
Neben seiner Tätigkeit als Moderator spielte er ab 2013 in der Comedyserie Side om side mit. Zum Ende des Jahres 2016 wechselte er zu TV Norge, wo er die Moderation der Sendung Praktisk info med Jon Almaas übernahm. Er verließ damit Nytt på nytt und trat ab da bei Side om side nicht mehr als Hauptdarsteller auf, erschien jedoch wiederholt als Gast in der Serie. Im März 2020 gewann er eine Staffel der Promi-Version der norwegischen Reality-Show 71° Nord. Im Herbst 2020 wirkte er für eine Staffel an der Comedyshow Kongen befaler mit. Im selben Jahr begann er gemeinsam mit Henriette Steenstrup die Quizshow Alle mot alle zu moderieren. Er moderierte die Show nach der dritten Staffel mit Solveig Kloppen weiter. Beim Fernsehpreis Gullruten erhielt Almaas dafür in den Jahren 2022 und 2025 gemeinsam mit Kloppen die Auszeichnung in der Kategorie für Moderation im Unterhaltungsbereich. Im Herbst 2021 wurde die Sendung Folle og Almaas bygger hus bei TV Norge ausgestrahlt. Die Miniserie begleitete Almaas und Erik Follestad beim Bau eines Hauses.
Nachdem er im Jahr 2023 mit seiner Ehefrau einen Bauernhof erworben hatte, kam im Jahr 2025 die erste Staffel der Serie Jon blir bonde heraus, in der er bei seiner Arbeit auf dem Hof begleitet wird. Die Serie gewann beim Fernsehpreis Gullruten die Auszeichnung als „beste charakterbasierte Dokumentarserie“.

## Auszeichnungen
Gullruten
- 2002: „Bester männlicher Moderator“ (für Nytt på nytt)
- 2003: „Bester männlicher Moderator“ (für Nytt på nytt)
- 2004: Nominierung, „Bester männlicher Moderator“ (für Nytt på nytt)[10]
- 2006: Nominierung, „Bester männlicher Moderator“ (für Nytt på nytt)[11]
- 2011: „Bester männlicher Moderator“ (für Nytt på nytt)
- 2014: Nominierung, „Bester männlicher Moderator“ (für Nytt på nytt)[12]
- 2020: „Beste/r Moderator/in – Unterhaltung“ (für Praktisk Info med Jon Almaas)[13]
- 2022: „Beste/r Moderator/in – Unterhaltung“ (für Alle mot alle, mit Solveig Kloppen)
- 2024: Nominierung, „Beste/r Moderator/in – Unterhaltung“ (für Alle mot alle, mit Solveig Kloppen)[14]
- 2025: „Beste/r Moderator/in – Unterhaltung“ (für Alle mot alle, mit Solveig Kloppen)
- 2025: Nominierung, „Beste/r Moderator/in – Reality, Livestyle und Nachrichten“ (für Jon blir bonde)[15]

Sonstige
- 2002: Lytterprisen

## Filmografie
- 2013–2019: Side om side (Fernsehserie)